# Dudleya
Dudleya – rodzaj sukulentów z rodziny gruboszowatych. Do rodzaju należy 46 gatunków. Występują one w zachodniej części Stanów Zjednoczonych oraz w północno-zachodnim Meksyku.

## Systematyka
Pozycja systematyczna według Angiosperm Phylogeny Website (2001...)
Rodzaj Dudleya należy do podrodziny Sempervivoideae, rodziny gruboszowatych (Crassulaceae), do rzędu skalnicowców (Saxifragales) i wraz z nim do okrytonasiennych.
Pozycja rodzaju w systemu Reveala (1993-1999)
Gromada okrytonasienne (Magnoliophyta Cronquist), podgromada Magnoliophytina Frohne & U. Jensen ex Reveal, klasa Rosopsida Batsch, podklasa różowe (Rosidae Takht.), nadrząd Saxifraganae Reveala, rząd skalnicowce (Saxifragales Dumort.), rodzina gruboszowate (Crassulaceae DC. in Lam. & DC.), rodzaj Dudleya.
Wykaz gatunków
- Dudleya abramsii Rose
- Dudleya acuminata Rose
- Dudleya albiflora Rose
- Dudleya anomala (Davidson) Moran
- Dudleya anthonyi Rose
- Dudleya arizonica Rose
- Dudleya attenuata (S.Watson) Moran
- Dudleya blochmaniae (Eastw.) Moran
- Dudleya brevifolia (Moran) Moran
- Dudleya brittonii Johanss.
- Dudleya caespitosa (Haw.) Britton & Rose
- Dudleya campanulata Moran
- Dudleya candelabrum Rose
- Dudleya candida Britton & Rose
- Dudleya crassifolia Dodero & M.G.Simpson
- Dudleya cultrata Rose
- Dudleya cymosa (Lem.) Britton & Rose
- Dudleya densiflora (Rose) Moran
- Dudleya edulis (Nutt.) Moran
- Dudleya farinosa (Lindl.) Britton & Rose
- Dudleya formosa Moran
- Dudleya gatesii Johanss.
- Dudleya gnoma S.W.McCabe
- Dudleya greenei Rose
- Dudleya guadalupensis Moran
- Dudleya hendrixii S.McCabe & Dodero
- Dudleya ingens Rose
- Dudleya lanceolata (Nutt.) Britton & Rose
- Dudleya linearis (Greene) Britton & Rose
- Dudleya multicaulis (Rose) Moran
- Dudleya nesiotica (Moran) Moran
- Dudleya nubigena (Brandegee) Britton & Rose
- Dudleya pachyphytum Moran & M.Benedict
- Dudleya palmeri (S.Watson) Britton & Rose
- Dudleya parva Rose & Davidson
- Dudleya pauciflora Rose
- Dudleya pulverulenta (Nutt.) Britton & Rose
- Dudleya rigidiflora Rose
- Dudleya rubens (Brandegee) Britton & Rose
- Dudleya saxosa (M.E.Jones) Britton & Rose
- Dudleya × semiteres (Rose) Moran
- Dudleya stolonifera Moran
- Dudleya traskiae (Rose) Moran
- Dudleya variegata (S.Watson) Moran
- Dudleya verityi K.M.Nakai
- Dudleya virens (Rose) Moran
- Dudleya viscida (S.Watson) Moran